# Billete funerario
El billete funerario, también conocido como dinero fantasma o dinero de espíritu, son hojas de papel o artesanía con papel hechos en ofrendas de quemas comunes en la adoración ancestral china (como la veneración de los miembros familiares difuntos y parientes en vacaciones y ocasiones especiales). La adoración de los dioses también utiliza un papel similar. El dinerio funerario, así como otros elementos de papel maché, también se queman o entierran en varios funerales asiáticos, "para asegurar que el espíritu del difunto tiene muchas cosas buenas en la otra vida." Solo en Taiwán, los ingresos anuales de templos recibidos de papel funerario para quemar fueron de US$400 millones (NT$13 mil millones) en 2014.
En China se conoce como "dinero del infierno" o "dinero infernal". El origen de esto proviene de los misioneros cristianos quienes explicaban que todos los no cristianos se iban al infierno y muchos chinos creyeron erróneamente que el término "infierno" refería a todo el más allá.